# Pilot 747 SE
Pilot 747 SE är en svensk lotsbåt som byggdes 2000 som Tjb 747 av Djupviks varv AB, Tjörn till Sjöfartsverket i Norrköping. Tjb 747 stationerades vid Landsorts lotsplats. 2005 döptes båten om till Pilot 747 SE. Båten flyttades senare till Marstrands lotsplats.